# Music for Men
Music for Men ist das vierte Studioalbum der US-amerikanischen Band Gossip.

## Zum Album
Das Album wurde von Rick Rubin in den Shangri La Studios in Malibu (Kalifornien) produziert. Das Cover zeigt ein Bild der Schlagzeugerin Hannah Blilie und zeigt Anspielungen auf das Cover von Morrisseys Album Viva Hate oder den Look von k.d. lang.
Aus dem Album wurden die Singles Heavy Cross und Love Long Distance ausgekoppelt, die beide die deutschen Single-Charts erreichten. Erstere wurde am 5. Juni 2009 veröffentlicht und war ab dem 19. Juni zum ersten Mal in den deutschen Charts platziert und blieb dort insgesamt 97 Wochen. In der Schweiz und in Österreich hielt sich das Lied 78 bzw. 64 Wochen. Es ist damit der erfolgreichste Song der Band.

## Kritiken
Rezensent Thomas Pilgrim urteilte auf plattentests.de: „(Gossip) treiben nebenbei weiterhin ihr Spiel mit den Geschlechterrollen. Im Albumtitel, der natürlich mit Absicht und Bedacht gewählt wurde. Im langgezogenen Refrain von "Men in love", dem wenig später ein über beide Pausbacken grinsendes "with each other" folgt. Und gut lachen hat die Band allemal angesichts der zwölf mehr oder weniger lupenreinen Hits, die sie mit diesem Album in die Landschaft pflanzt. Cool, unprätentiös, zweckmäßig abgespeckt.“

## Titelliste
1. Dimestore Diamond (3:16)
2. Heavy Cross (4:06)
3. 8th Wonder (3:17)
4. Love Long Distance (4:26)
5. Pop Goes the World (3:27)
6. Vertical Rhythm (3:50)
7. Men in Love (3:41)
8. For Keeps (4:08)
9. 2012 (3:51)
10. Love and Let Love (3:32)
11. Four Letter Word (3:49)
12. Spare Me from the Mold (2:28)

## Kommerzieller Erfolg

### Chartplatzierungen
| ChartsChartplatzierungen       | Höchstplatzierung | Wochen |
| ------------------------------ | ----------------- | ------ |
| Deutschland (GfK)              | 10 (78 Wo.)       | 78     |
| Österreich (Ö3)                | 4 (52 Wo.)        | 52     |
| Schweiz (IFPI)                 | 12 (67 Wo.)       | 67     |
| Vereinigte Staaten (Billboard) | 164 (1 Wo.)       | 1      |
| Vereinigtes Königreich (OCC)   | 18 (3 Wo.)        | 3      |

| ChartsJahrescharts (2009) | Platzierung |
| ------------------------- | ----------- |
| Deutschland (GfK)         | 55          |
| Österreich (Ö3)           | 57          |
| Schweiz (IFPI)            | 55          |

| ChartsJahrescharts (2010) | Platzierung |
| ------------------------- | ----------- |
| Deutschland (GfK)         | 24          |
| Österreich (Ö3)           | 33          |
| Schweiz (IFPI)            | 35          |

### Auszeichnungen für Musikverkäufe
| Land/Region        | Auszeichnungen für Musikverkäufe (Land/Region, Auszeichnung, Verkäufe) | Verkäufe |
| ------------------ | ---------------------------------------------------------------------- | -------- |
| Australien (ARIA)  | Gold                                                                   | 35.000   |
| Belgien (BRMA)     | Gold                                                                   | 15.000   |
| Deutschland (BVMI) | 2× Platin                                                              | 400.000  |
| Frankreich (SNEP)  | 2× Platin                                                              | 200.000  |
| Österreich (IFPI)  | Platin                                                                 | 20.000   |
| Schweiz (IFPI)     | Platin                                                                 | 30.000   |
| Insgesamt          | 2× Gold · 6× Platin ·                                                  | 700.000  |